# Stichting tot Behoud van Mijnlocomotieven
De Stichting tot Behoud van Mijnlocomotieven (SBM) te Landgraaf is opgericht in 2013 en heeft tot doel het bewaren van het overgebleven mijnspoormaterieel van de vroegere mijnen in Nederlands Zuid-Limburg.
De stichting beschikt over de stoomlocomotief ON 14, die dienst heeft gedaan bij de Oranje-Nassau-mijnen, en diesellocomotief SM 130 en een aantal wagens die bij de Staatsmijnen dienst hebben gedaan.
Loc ON 14 (gebouwd bij La Meuse in 1924) deed tot 1969 dienst en werd in 1970 verkocht naar Railbouw Leerdam. In 2005 verwierf de Stoomtrein Goes - Borsele de loc. In 2013 werd de loc eigendom van de SBM en keerde na een opknapbeurt in 2015 terug in Zuid-Limburg (Heerlen). De loc werd opgesteld bij het Nederlands Mijnmuseum.
Loc SM 130 (gebouwd bij Klöckner-Humboldt Deutz, Keulen, 1958) deed tot 1969 dienst bij de Staatsmijnen en werd in 1969 verkocht naar AkzoNobel te Arnhem, waarna zij tot 2007 in Emmen dienst heeft gedaan. De loc stond sinds 2008 te koop en keerde in 2015 terug in Zuid-Limburg. Zij werd ondergebracht bij de ZLSM te Simpelveld, waar zij een revisie onderging.
Voorts beschikt de SBM over drie bakkenwagens: 301, 303 en 308.